# Perama (Attica)
Perama (in greco Πέραμα?) è un comune della Grecia situato nella periferia dell'Attica (unità periferica del Pireo) con 25.628 abitanti secondo i dati del censimento 2021.